# Salvatore Riela
Salvatore Riela, né le 12 novembre 1940 à Palerme  est un homme politique italien.